# 山崎修二
山崎 修二（やまざき しゅうじ、1948年7月27日 - 2015年2月10日）は、日本の実業家。元蝶理株式会社代表取締役社長兼最高経営責任者兼最高執行責任者。

## 人物・経歴
兵庫県出身。1972年大阪市立大学商学部卒業、蝶理入社。2002年蝶理執行役員化成品第二総部長。2004年蝶理取締役化成品・機械担当。2006年蝶理常務取締役化学品・機械・電子機器材担当。2009年から蝶理代表取締役社長を務め、CEOやCOOも兼務した。2015年蝶理相談役に退き、同年肺がんのため死去した。